# Дисперсія Аллана
Дисперсія Аллана (AVAR), відома також як дво-вибіркова дисперсія, є мірою стабільності частоти в годинниках, осциляторах і підсилювачах, названа ім`ям Дейвіда Аллана позначається як {\displaystyle \sigma _{y}^{2}(\tau )}.
Відхилення Аллана (ADEV), відоме також, як сігма-тау, є коренем квадратним від дисперсії Аллана, {\displaystyle \sigma _{y}(\tau )}.
M-вибіркова дисперсія є мірою стабільності частоти, що використовує M вибірок, залежить від часу T між замірами і часу зімірів {\displaystyle \tau }.  M-вибіркова дисперсія позначається як {\displaystyle \sigma _{y}^{2}(M,T,\tau ).}
За допомогою дисперсії Аллана вимірюють стабільність щодо шумових процесів, а не систематичні помилки недосконалості як зсув частоти чи температурні ефекти. Дисперсія Аллана і відхилення Аллана
описують частотну стабільність. Див. також розділ Інтерпретація значень нижче.
Існують різні модифікації дисперсії Аллана, зокрема змінена дисперсія Аллана (MAVAR або MVAR), повна дисперсія, і дисперсія Адамара.
Існує також модифікації, що описують часову стабільність такі як часове відхилення (TDEV) чи часова дисперсія (TVAR). Дисперсія Аллана чи її модифікації можуть бути застосовані не лише для 
опису годинників, але є статистичними інструментами, що можуть бути застосовані будь-де, де шумові процеси є нестабільними в часі.
В загальному, M-вибіркова дисперсія є важливою, оскільки допускає існування мертвого часу при замірах, і функцій спотворення може бути перетворена у дисперсію Аллана.
Все ж, переважно частковий випадок 2-вибіркової дисперсії, чи "дисперсі Аллана" з {\displaystyle T=\tau } представляє найбільший інтерес.

## Мотивація
При дослідженні кварцових генераторів і атомних годинників було помічено, що їхній фазовий шум складається не лише з білого шуму, але також з рожевого шуму. Шуми таких складів стали викликом для традиційних статистичних інструментів таких, як стандартне відхилення оскільки статистична оцінка розбіжна. В таких випадках говорять, що шум є розбіжним. Перші спроби аналізу стабільність були як теоретичними, так і базувалися на проведених вимірах.
Важливим побічним наслідком існування такого типу шумів було те, що оскільки різні методи оцінки не узгоджуються один з одним, ключовий аспект відтворюваності виміру не може бути повністю досягнутий.
Це обмежує можливість порівняння джерел і збільшує вимоги до специфікації від виробників.
Для подолання цих проблем, Дейвід Аллан ввів M-вибіркову дисперсію і (як частковий випадок) - дво-вибіркову дисперсію. Хоча дво-вибіркова дисперсія не дозволяє в повній мірі розрізнити всі типи шумів, вона дає засоби для змістовного розділення багатьох форм шуму для часових послідовностей, або частотних вимірів поміж двома, чи більше осциляторами(?).
Аллан запропонував метод для обчислення довільної М-вибіркової з іншої N-вибіркової через звичну дво-вибіркову дисперсію. Таким чином всі M-вибіркові дисперсії можуть бути співставлені. При перетворенні, також було показано, що M-вибіркова дисперсія розбіжна при великих M, отже не дуже корисною. Згодом IEEE зазначив, що саме дво-вибірковій дисперсії потрібно надавати перевагу.
Спершу дисперсію Аллана застосовували для аналізу часових і частотних вимірів для приладів, що мали мертвий час між замірами. Такі послідовності не утворюють неперервного представлення досліджуваного сигналу, а отже, вносять похибку у виміри. Багато уваги було приділено для того, щоб оцінити ці спотворення. Поява пристроїв з нульовим мертвим часом зробила зусилля для оцінки саме цих спотворень беззмістовними, але інструмент для ширшого аналізу спотворень залишився.
Інший аспект досліджень стосувався впливу смуги пропускання приладу на результат вимірювання. Пізніше було виявлено, що при алгоритмічній зміні часу спостереження {\displaystyle \tau }, тільки малі значення {\displaystyle \tau } зазнавали впливу, тоді як великі - ні. Зміна {\displaystyle \tau } впроваджувалася постулюванням, що воно може бути рівне часовій базі {\displaystyle \tau _{0}} помноженії на ціле число {\displaystyle n}:
{\displaystyle \tau =n\tau _{0}.}

## Інтерпретація значення
Дисперсія Аллана означена як половина від часового усереднення квадратів від різниць між послідовними значеннями девіації частоти, що обчислені за вибіркою, що відповідає певному періоду (що зазвичай позначається як τ).
Мале значення дисперсії Аллана є характеристикою генератора частот, що є стабільним впродовж часу вимірювань.
Дисперсія Аллана є функцією цього періоду τ і переважно відображається як залежність від τ, а не число. Її відображають часто в логарифмічному масштабі, і оскільки вона відносну стабільність амплітуд разом для декількох джерел перешкод.
Дисперсія Аллана величини 1.3× 10−9 при періоді 1 s (тобто τ = 1 s) інтерпретується як існування нестабільності в частоті між двома вимірюваннями розділеними 1 s з відношенням значень середніх квадратичних у 1.3× 10−9. 
Для осцилятора 10 MHz, це буде еквівалентно зміщенню середньо квадратичного  на 13 mHz.
Якщо потрібно оцінити стабільність фази, тоді потрібно використовувати часове відхилення
З часово-визначених значень дисперсії Аллана та інших дисперсій можливо отримати частотно-визначені оцінки стабільностей фази і частоти.

## Означення

### M-вибіркова дисперсія
{\displaystyle M}-вибіркова дисперсія означається  (тут у сучасних позначеннях) як
{\displaystyle \sigma _{y}^{2}(M,T,\tau )={\frac {1}{M-1}}\left\{\sum _{i=0}^{M-1}\left[{\frac {x(iT+\tau )-x(iT)}{\tau }}\right]^{2}-{\frac {1}{M}}\left[\sum _{i=0}^{M-1}{\frac {x(iT+\tau )-x(iT)}{\tau }}\right]^{2}\right\},}
де {\displaystyle x(t)} покази осцилятора, що виміряні в час {\displaystyle t}, або, використовуючи Усереднену дробову частоту часових послідовностей
{\displaystyle \sigma _{y}^{2}(M,T,\tau )={\frac {1}{M-1}}\left\{\sum _{i=0}^{M-1}{\bar {y}}_{i}^{2}-{\frac {1}{M}}\left[\sum _{i=0}^{M-1}{\bar {y}}_{i}\right]^{2}\right\},}
де {\displaystyle M} кількість вибірок, що використовуються для обчислення дисперсії, {\displaystyle T} час між вибірками частот, і {\displaystyle \tau } часовий проміжок кожної частотної оцінки
Важливим аспектом {\displaystyle M}-вибіркової моделі дисперсії Аллана є врахування мертвого часу, що забезпечується відмінністю  {\displaystyle T} від {\displaystyle \tau }.

### Дисперсія Аллана
Дисперсія Аллана означається як
{\displaystyle \sigma _{y}^{2}(\tau )=\langle \sigma _{y}^{2}(2,\tau ,\tau )\rangle ,}
де {\displaystyle \langle \dots \rangle } позначає оператор очікування. Вищий вираз може бути зручно представлений як
{\displaystyle \sigma _{y}^{2}(\tau )={\frac {1}{2}}\langle ({\bar {y}}_{n+1}-{\bar {y}}_{n})^{2}\rangle ={\frac {1}{2\tau ^{2}}}\langle (x_{n+2}-2x_{n+1}+x_{n})^{2}\rangle ,}
де {\displaystyle \tau } час спостереження, {\displaystyle {\bar {y}}_{n}} це n-не значення дробової частоти усередненої за часом спостереження  {\displaystyle \tau }

### Відхилення Аллана
Аналогічно з стандартним відхиленням і дисперсією, відхилення Аллана означається як корінь квадратний від дисперсії Аллана:
{\displaystyle \sigma _{y}(\tau )={\sqrt {\sigma _{y}^{2}(\tau )}}.}

## Допоміжні означення

### Модель осцилятора
Очікується, що аналізований осцилятор відповідає моделі
{\displaystyle V(t)=V_{0}\sin(\Phi (t)).}
Приймається, що осцилятор має номінальну частоту {\displaystyle \nu _{\text{n}}}, задану в циклах на секунду (одиниці SI герц). Номінальна кутова частота {\displaystyle \omega _{\text{n}}} (в радіанах на секунду) задається як
{\displaystyle \omega _{\text{n}}=2\pi \nu _{\text{n}}.}
Загальна фаза може бути виділена в ідеально ціклічну компоненту {\displaystyle \omega _{\text{n}}t}, поруч з компонентою, що флуктуює {\displaystyle \varphi (t)}:
{\displaystyle \Phi (t)=\omega _{\text{n}}t+\varphi (t)=2\pi \nu _{\text{n}}t+\varphi (t).}

### Часова помилка
Функція часової помилки x(t) це різниця між очікуваним значенням часу і дійсним значенням часу:
{\displaystyle x(t)={\frac {\varphi (t)}{2\pi \nu _{\text{n}}}}={\frac {\Phi (t)}{2\pi \nu _{\text{n}}}}-t=T(t)-t.}
Для обчислюваних величин послідовність часових помилок TE(t) означається з відповідної часової функції TREF(t) як
{\displaystyle TE(t)=T(t)-T_{\text{REF}}(t).}

### Частотна функція
Частотна функція {\displaystyle \nu (t)} означається як зміна частоти з часом
{\displaystyle \nu (t)={\frac {1}{2\pi }}{\frac {d\Phi (t)}{dt}}.}

### Дробова частота
Дробова частота y(t) це нормалізована різниця між частотою {\displaystyle \nu (t)} і номінальною частотою {\displaystyle \nu _{\text{n}}}:
{\displaystyle y(t)={\frac {\nu (t)-\nu _{\text{n}}}{\nu _{\text{n}}}}={\frac {\nu (t)}{\nu _{\text{n}}}}-1.}

### Усереднена дробова частота
Усереднена дробова частота означається як
{\displaystyle {\bar {y}}(t,\tau )={\frac {1}{\tau }}\int \limits _{0}^{\tau }y(t+t_{v})\,dt_{v},}
де усереднення проводиться за часом спостереження τ, y(t) це дробово-частотне відхилення в час t, і τ час спостереження.
Оскільки y(t) це похідна від x(t), ми можемо без втрати загальності постулювати, що
{\displaystyle {\bar {y}}(t,\tau )={\frac {x(t+\tau )-x(t)}{\tau }}.}

## Статистичні оцінки
Повище означення базується на статистичному сподіванні, що заінтегроване за необмеженим часом. В реальності ми не маємо доступу до таких часових послідовностей, 
тому використовуються різні статистичні оцінки на практиці.

## Шуми степеневих залежностей
В залежності дисперсії Аллана різні типи шумів прояляють себе по різному, що дає можливість ідентифікувати їх та оцінити інтенсивність. Частоту, що відповідає часу вимірювань позначено  fH.
| Степеневий тип шуму                         | Спуск файового шуму     | Спуск частотного шуму   | Степеневий коефіцієнт  | Фазовий шум {\displaystyle S_{x}(f)}                | дисперсія Аллана {\displaystyle \sigma _{y}^{2}(\tau )}                                  | відхилення Аллана {\displaystyle \sigma _{y}(\tau )}                                               |
| ------------------------------------------- | ----------------------- | ----------------------- | ---------------------- | --------------------------------------------------- | ---------------------------------------------------------------------------------------- | -------------------------------------------------------------------------------------------------- |
| модуляція білого шуму (WPM)                 | {\displaystyle f^{0}=1} | {\displaystyle f^{2}}   | {\displaystyle h_{2}}  | {\displaystyle {\frac {1}{(2\pi )^{2}}}h_{2}}       | {\displaystyle {\frac {3f_{H}}{4\pi ^{2}\tau ^{2}}}h_{2}}                                | {\displaystyle {\frac {\sqrt {3f_{H}}}{2\pi \tau }}{\sqrt {h_{2}}}}                                |
| модуляція флікер-шуму (FPM)                 | {\displaystyle f^{-1}}  | {\displaystyle f^{1}=f} | {\displaystyle h_{1}}  | {\displaystyle {\frac {1}{(2\pi )^{2}f}}h_{1}}      | {\displaystyle {\frac {3[\gamma +\ln(2\pi f_{H}\tau )]-\ln 2}{4\pi ^{2}\tau ^{2}}}h_{1}} | {\displaystyle {\frac {\sqrt {3[\gamma +\ln(2\pi f_{H}\tau )]-\ln 2}}{2\pi \tau }}{\sqrt {h_{1}}}} |
| модуляція блого шуму частоти (WFM)          | {\displaystyle f^{-2}}  | {\displaystyle f^{0}=1} | {\displaystyle h_{0}}  | {\displaystyle {\frac {1}{(2\pi )^{2}f^{2}}}h_{0}}  | {\displaystyle {\frac {1}{2\tau }}h_{0}}                                                 | {\displaystyle {\frac {1}{\sqrt {2\tau }}}{\sqrt {h_{0}}}}                                         |
| модуляція флікер-шуму частоти (FFM)         | {\displaystyle f^{-3}}  | {\displaystyle f^{-1}}  | {\displaystyle h_{-1}} | {\displaystyle {\frac {1}{(2\pi )^{2}f^{3}}}h_{-1}} | {\displaystyle 2\ln(2)h_{-1}}                                                            | {\displaystyle {\sqrt {2\ln(2)}}{\sqrt {h_{-1}}}}                                                  |
| модуляція випадкових блукань частоти (RWFM) | {\displaystyle f^{-4}}  | {\displaystyle f^{-2}}  | {\displaystyle h_{-2}} | {\displaystyle {\frac {1}{(2\pi )^{2}f^{4}}}h_{-2}} | {\displaystyle {\frac {2\pi ^{2}\tau }{3}}h_{-2}}                                        | {\displaystyle {\frac {\pi {\sqrt {2\tau }}}{\sqrt {3}}}{\sqrt {h_{-2}}}}                          |

## Використання
Дисперсія Аллана використовується як міра стабільності частоти для високоточних осциляторів, таких як кварцові генератори, атомний годинник чи частотно-стібілізовані лазери на відрізку порядку секунд. Стабільність на коротших відрізках переважно виражається як фазовий шум. Дисперсія Аллана також використовується для оцінки відхилення для гіроскопів і акселерометрів.